# Diecezja Shuoxian
Diecezja Shuoxian (łac. Dioecesis Scioceuvensis, chiń. 天主教朔州教区) – rzymskokatolicka diecezja ze stolicą w Shuoxian, w prefekturze miejskiej Shuozhou, w prowincji Shanxi, w Chińskiej Republice Ludowej. Biskupstwo jest sufraganią archidiecezji Taiyuan.
W strukturach Patriotycznego Stowarzyszenia Katolików Chińskich używana jest nazwa diecezja Shuozhou.

## Historia
12 lipca 1926 papież Pius XI brewe Cum Nobis erygował prefekturę apostolską Shohchow. Dotychczas wierni z tych terenów należeli do wikariatu apostolskiego Taiyuan (obecnie archidiecezja Taiyuan). 17 czerwca 1932 została ona podniesiona do rangi wikariatu apostolskiego.
W wyniku reorganizacji chińskich struktur kościelnych dokonanych przez Piusa XII 11 kwietnia 1946 wikariat apostolski Shohchow został podniesiony do rangi diecezji.
Z 1950 pochodzą ostatnie pełne, oficjalne kościelne statystyki. Diecezja Shuoxian liczyła wtedy:
- 11 000 wiernych (0,8% społeczeństwa)
- 28 kapłanów (3 diecezjalnych i 25 zakonnych)
- 10 sióstr zakonnych
- 20 parafii.

Od zwycięstwa komunistów w chińskiej wojnie domowej w 1949 diecezja, podobnie jak cały prześladowany Kościół katolicki w Chinach, nie może normalnie działać. Bp Edgar Anton Häring OFM został wydalony z kraju.
W 1962 Patriotyczne Stowarzyszenie Katolików Chińskich mianowało ks. Johna Xia Xueqiana swoim ordynariuszem w Shuoxian. Przyjął on sakrę bez zgody papieża zaciągając na siebie ekskomunikę latae sententiae. Zmarł on w 1978.
W 1990 biskupem Shuoxian w łączności z papieżem został Bonaventure Luo Juan. Wyświęcony na kapłana w 1944, w czasie prześladowań pracował w gospodarstwie rolnym, a później jako okulista. W 2004 wyświęcił na biskupa swojego koadiutora ks. Paula Ma Cunguo, który objął diecezję po śmierci bp Luo Juana w 2007. Bp Ma Cunguo ma uznanie Stolicy Apostolskiej, lecz nie uznaje go rząd w Pekinie. Swoją posługę sprawuje jednak jawnie i bez przeszkód.

## Ordynariusze
- Edgar Anton Häring OFM[7]
  - prefekt apostolski (1927 – 1932)
  - wikariusz apostolski (1932 – 1946)
  - biskup (1946 – 1971) de facto wydalony z kraju ok. 1950, nie miał po tym czasie realnej władzy w diecezji
- sede vacante (być może urząd sprawował biskup(i) Kościoła podziemnego) (1971 - 1990)
- Bonaventure Luo Juan (1990 – 2007)
- Paul Ma Cunguo (2007 - nadal)

### Antybiskup
Ordynariusz mianowany przez Patriotyczne Stowarzyszenie Katolików Chińskich nieposiadający mandatu papieskiego:
- John Xia Xueqian (1962 - 1978).